# Rue de Lasteyrie
La rue de Lasteyrie est une voie du 16e arrondissement de Paris, en France.

## Situation et accès

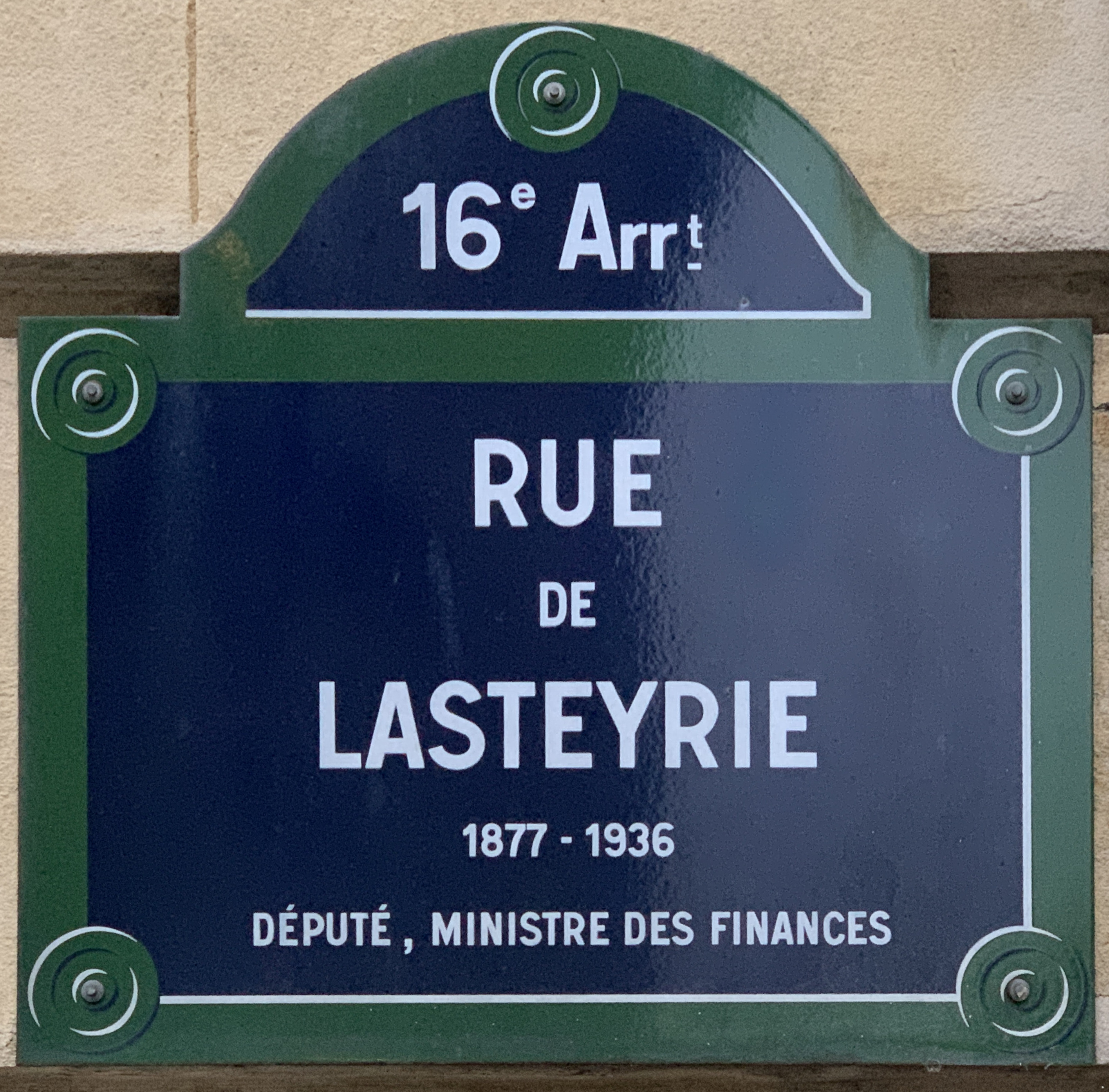
Plaque de rue.

La rue de Lasteyrie est une voie publique située dans le 16e arrondissement de Paris. Elle débute au 101, avenue Raymond-Poincaré et se termine au 180, rue de la Pompe.
Longue de 65 mètres, orientée ouest-est, elle est en sens unique.
En 2021, le prix moyen du m2 sur la rue se situe dans une fourchette comprise entre 8 579 € et 17 011 €, avec un prix moyen de 11 549 €.
Le quartier est desservi par la ligne 2 du métro à la station Victor Hugo.

## Origine du nom

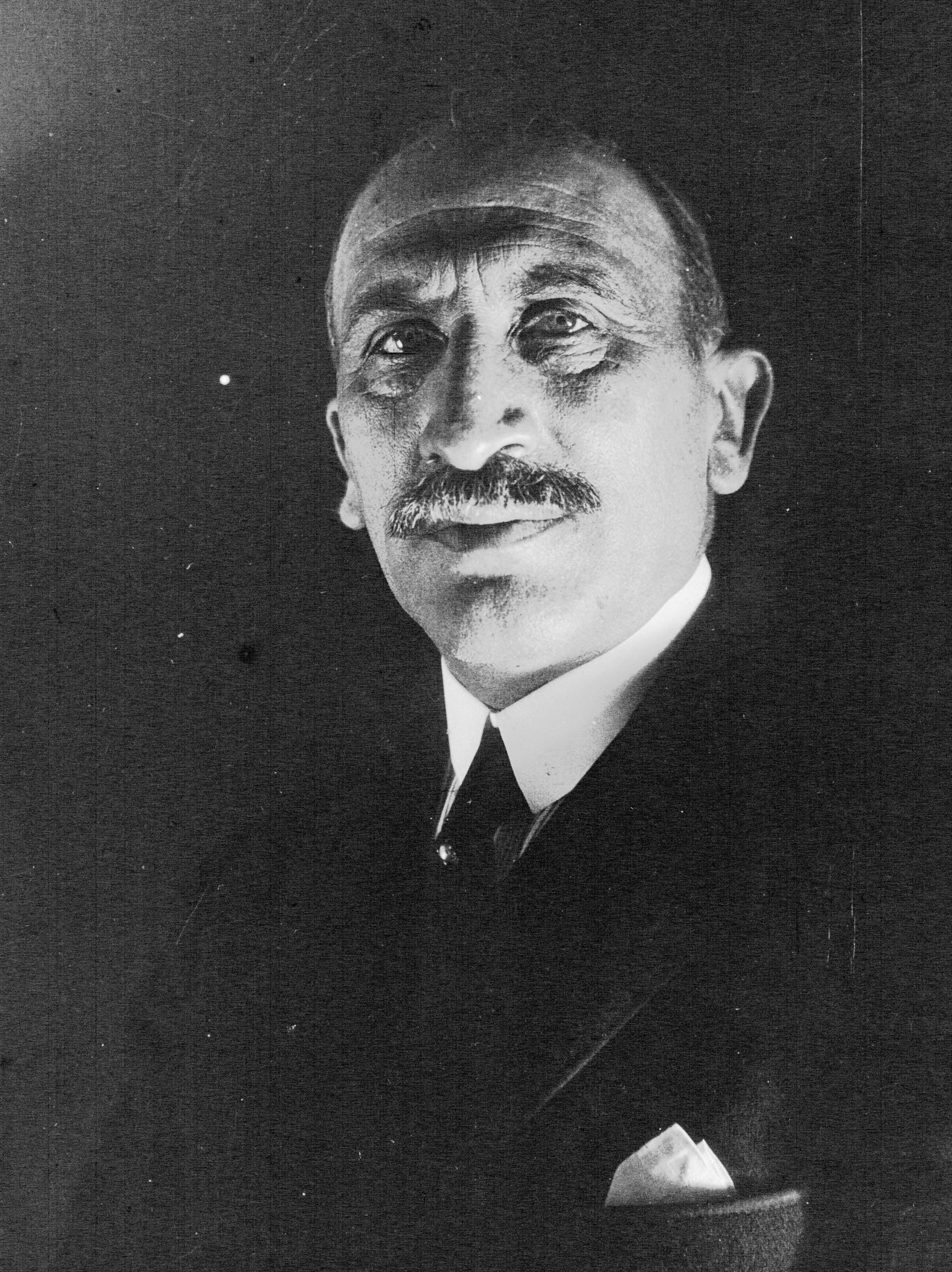
Charles de Lasteyrie.

Elle porte le nom de Charles de Lasteyrie (1877-1936), banquier, archiviste paléographe, homme d'État, ministre des Finances de Raymond Poincaré de 1922 à 1924 et ancien député de l'arrondissement,.

## Historique
À ce niveau se trouvait autrefois l'hôtel particulier du docteur américain Thomas W. Evans (1823-1897), qui aida en 1870 l'impératrice Eugénie à s'exiler. La résidence donnait aux no 101-105 de l'actuelle avenue Raymond-Poincaré et au no 41 de l'actuelle avenue Foch. Evans légua sa résidence à la ville de Philadelphie. Lors de l'Exposition universelle de 1900, l'État français la loue pour y accueillir des monarques étrangers, dont le roi de la Suède puis le shah de Perse, qui fut visé par un attentat à sa sortie. L'hôtel est démoli en 1907 et cette voie est ouverte sur la parcelle l'année suivante. Elle prend alors le nom de rue de Malakoff, en raison de son voisinage avec l'actuelle avenue Raymond-Poincaré, qui faisait à l'époque partie de l'avenue de Malakoff,,.
La rue prend sa dénomination actuelle par un arrêté du 17 août 1938 et est inaugurée le 19 novembre de la même année,.

## Bâtiments remarquables et lieux de mémoire

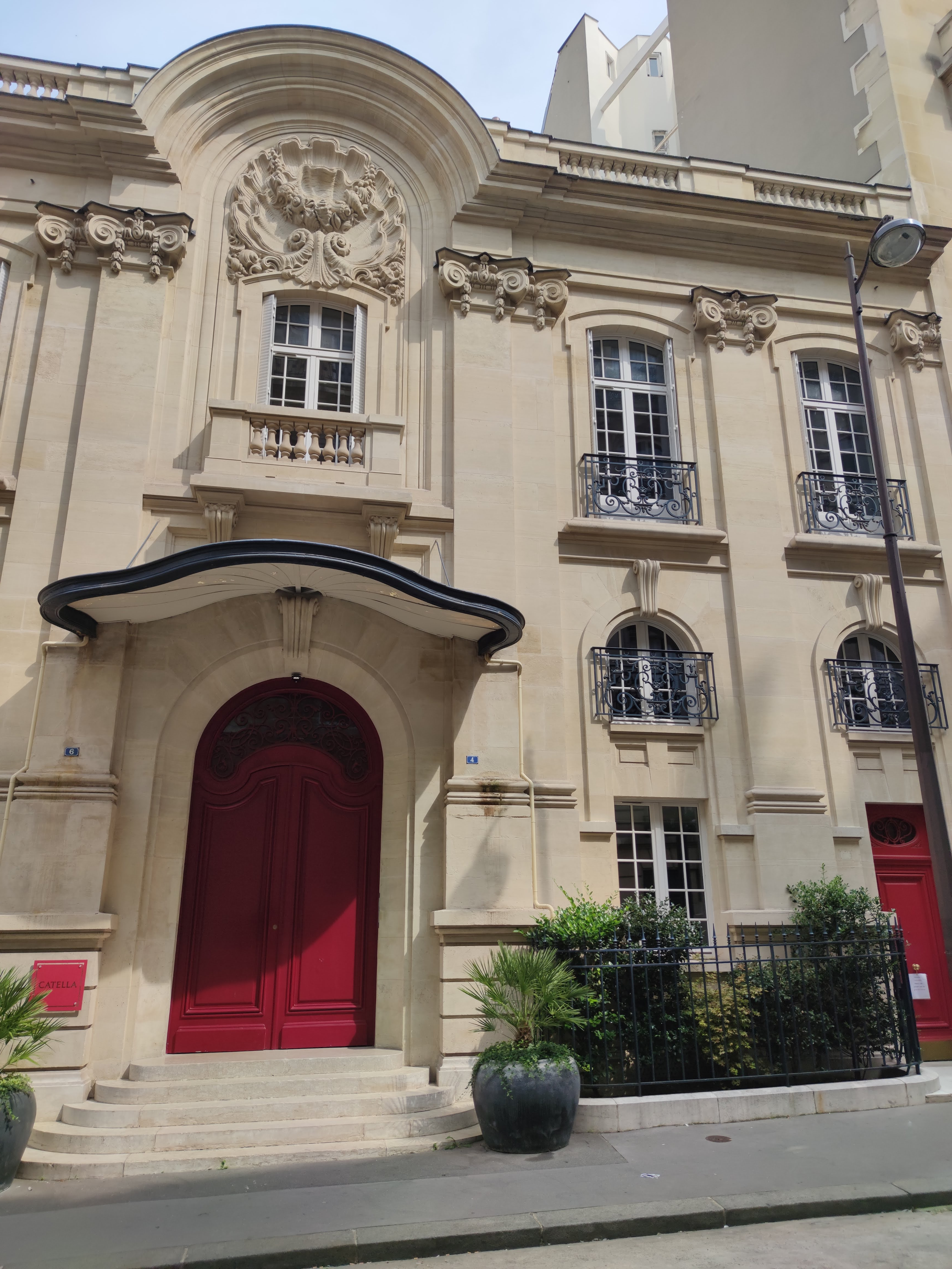
No 4.

- No 4 (angle 184, rue de la Pompe) : ancien hôtel particulier de la Belle Époque dont l’entrée est mise en valeur par une impressionnante marquise[7]. On y trouve, en 1947, la siège de l’Association pour la formation professionnelle des ouvriers de la métallurgie[8], en 1980 celui de l’Association nationale pour le développement agricole[9]. C’est, en 2021, le siège d’un groupe immobilier.